# ウィキソフトウェア
ウィキソフトウェア（英: wiki software）またはウィキエンジン（英: wiki engine）はグループウェアの一種で、ウィキを実装したソフトウェアである。そのようなソフトウェアはオリジナルのWikiWikiWebに対してウィキクローンと呼ばれることもある。
ウィキソフトウェアを使うと、一般のウェブブラウザを使ってウェブページの作成・編集ができるようになる。ウィキソフトウェアは、たいていサーバサイドスクリプトとして、つまり1つ以上のウェブサーバ上で動作するプログラムとして実装される。多くのものは関係データベース管理システムにデータを格納するが、サーバのファイルシステムを利用するものもある。

## ウェブベースのウィキ

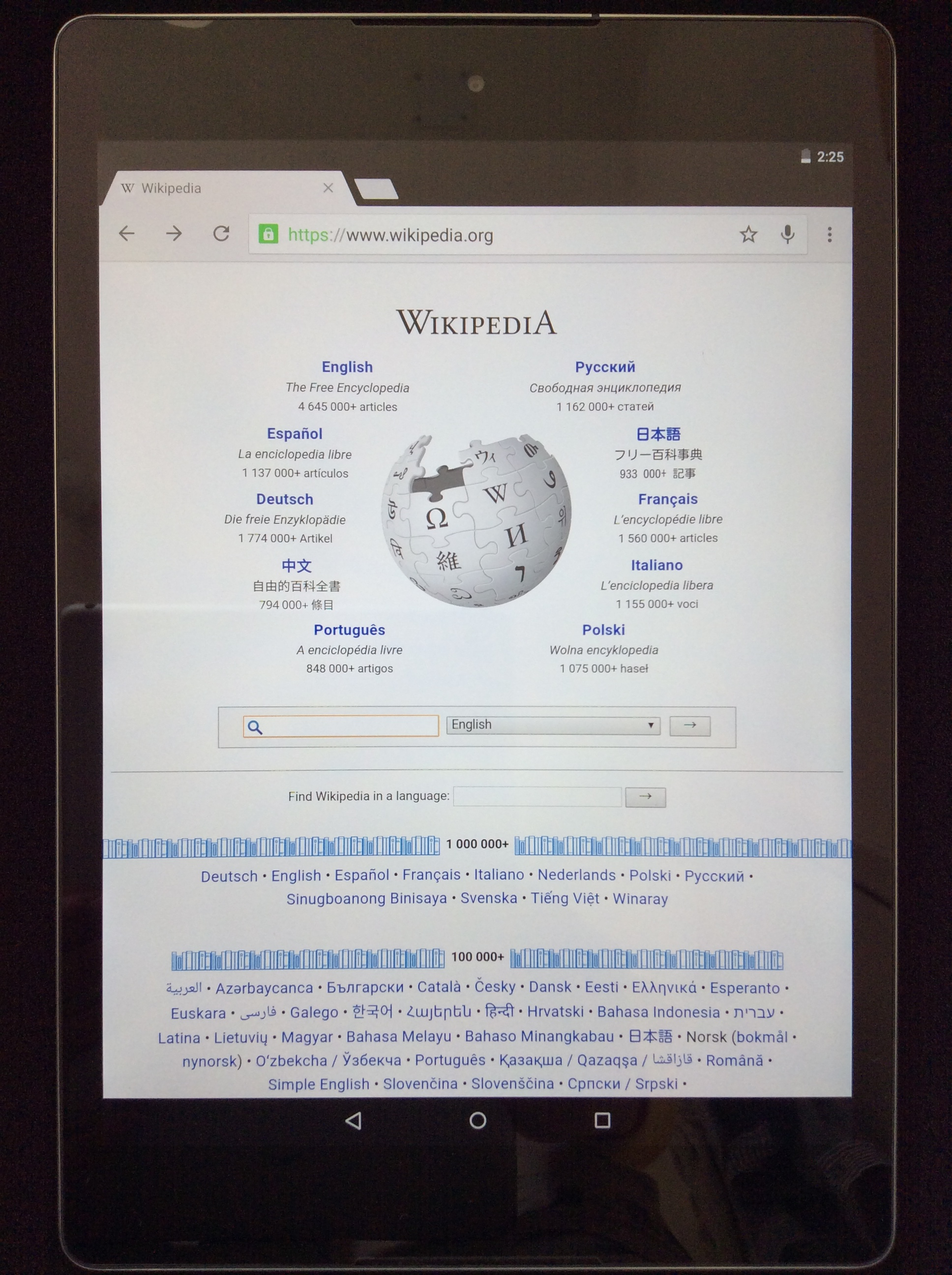
ウィキペディアの検索

世界初のウィキシステムはウォード・カニンガムによって1995年に作られ、そのサイトおよびソフトウェアはWikiWikiWebと呼ばれる。それは、単純なハックから高度なコンテンツ管理システム (CMS) まで存在する現在の様々な実装からすれば、比較的質素なものだった。
一般的に言って、ウィキとより複雑なCMSとの第一の違いは、コンテンツによりフォーカスしているということ、つまりDrupalなどのCMSソフトウェアが持つ強力なレイアウト管理機能やTikiWikiなどが持つ非ウィキ機能（ブログなど）を持たないということである。
「ウィキソフトウェア」とはウィキを動作させるのに必要なすべてのソフトウェアから成るもの、つまりウィキ技術を実装した「ウィキエンジン」に加えて、ApacheなどのウェブサーバやDBMSも含んだものと解釈されることがある。ウェブサーバとウィキエンジンがまとめられている自己完結型のシステムもあり、導入作業がより簡単なものとなる。
大部分のウィキソフトウェアはオープンソースであり、GPLなどの自由ソフトウェアライセンスのもとで利用できる。TWikiやMediaWiki（ウィキペディアで使われている）などの大規模なプロジェクトでも共同作業で開発がなされている。多くのウィキはモジュール性が高いもので、プログラマがそのコード全体を理解しなくても新しい機能を開発できるようAPIが用意されている。
また、サーバを必要としないP2Pウィキエンジンの研究も行われている。

## 個人用ウィキ
ウィキソフトウェアには共同作業ではなく、コンテンツ管理や個人の情報管理を志向するものもある。そのようなものは、ローカルウィキやデスクトップウィキ、パーソナルウィキと呼ばれる。
ローカルウィキを使用すると、個人のデスクトップ上にハイパーテキストを構築することができ、インターネット上のコミュニティウィキと同じやり方で情報が整理できる。

### ウェブベースウィキの利用
ウェブベースのウィキソフトウェアは複数ユーザによる並行利用のために設計されている。十分なスキルや気力があればそれらのソフトウェアを個人用に使うこともできる。そのためにはシステムに必要な追加のソフトウェアをインストールしたり、外部からのアクセスを禁止したりといったことが必要になる。
個人のウェブサーバやホスティングサーバ上で、パスワード保護されたウィキを動かし利用する者もいる。その長所はウェブブラウザさえあれば、例えばモバイル機器やインターネットカフェなど、どこからでも利用できることである。

#### マルチユーザ対応で個人版のあるウィキ
- liferayはウィキを含むJavaで開発された汎用webフレームワーク
- MoinMoinはPythonで記述されたウィキクローン。
- TWikiには、TWiki for Windows Personalというデスクトップバージョンがある。
- ScrewTurn Wiki はC#で記述され、ASP.NET 2.0 プラットフォームで動作する

### 個人用として設計されたウィキ
そのほかに、個人用に特化されたウィキソフトウェアもある。ウェブベースのものにはあまり見られない機能としては、画像などのドラッグ・アンド・ドロップに対応していることがあげられる。
- VoodooPad はmacOS用の個人用ウィキソフトウェアで、無料で使える「ライト」バージョンもある。また、VoodooPadと共に利用できる簡易ウェブサーバも提供されている。
- ZuluPad はWindowsとmacOSに対応した個人用ウィキソフトウェア。オープンソース版と有償版が存在する。
- StoneNotes はWindows用の個人用ウィキソフトウェアで、直感的なリンクインタフェースが特徴的である。語を単にダブルクリックすると、そのタイトルで新しいページが作られリンクされる。StoneNotesには無料のデモ版もある。
- ConnectedText はWindows用のプロプライエタリなウィキソフトウェアで、多くの高度な機能をもつ。全文検索、視覚的なリンクツリー、カスタマイズ可能なインタフェース、ファイルの取り扱い、プラグイン、などである。デモ版も存在する。
- Zim はPythonで書かれた、フリーでクロスプラットホームなウィキソフトウェアである。操作はシンプルなものになっている。プラグインで機能を拡張することも可能。

このほかにも、いくつもの個人用ウィキソフトウェアが存在する。

## 企業向けウィキ
アクセス制御やスケーラビリティといった、企業ユースで必要な機能が強化されたWikiエンジンのこと。更に詳しくは、企業向けウィキ。